# Phyllachora picramniae
Phyllachora picramniae är en svampart som beskrevs av F. Stevens 1927. Phyllachora picramniae ingår i släktet Phyllachora och familjen Phyllachoraceae.   Inga underarter finns listade i Catalogue of Life.